# Backsteinbauwerke der Gotik/Verteilung in Brandenburg (f. Mobilg.)
Die ist nicht-interaktive Version der Verteilungskarte zur Liste der Bauwerke der norddeutschen und rheinischen Backsteingotik in Deutschland → Abschnitt zu Brandenburg und Berlin.

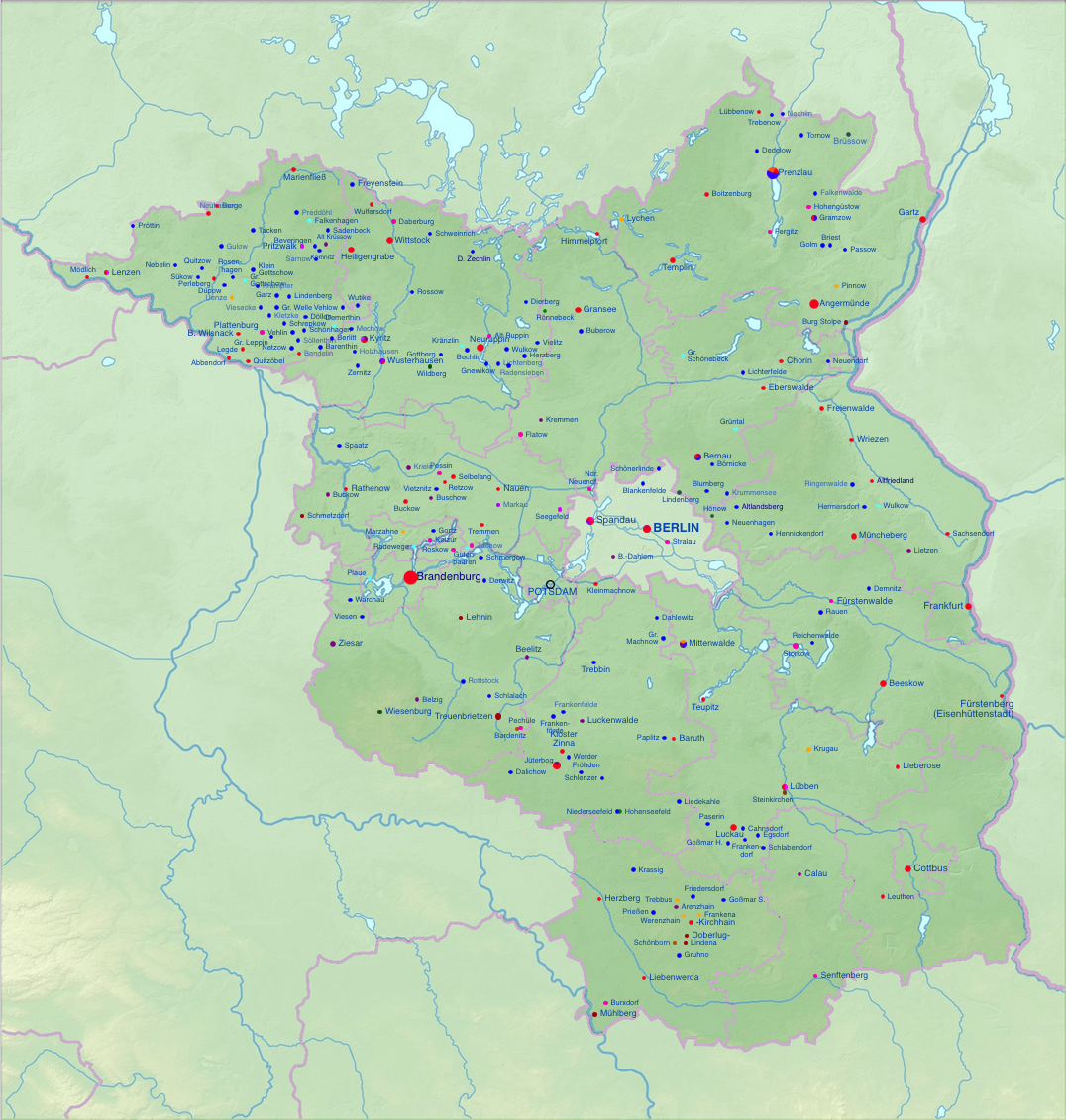
Alle Orte mit Backsteingotik in den Bundesländern Brandenburg und Berlin. Die Größe er Ortspunkte gibt die Anzahl gotischer Backsteinbauten am jeweiligen Ort wieder.

Die Unterschiede in der Materialverwendung zwischen mittelalterlichen Zentren und Dörfern und zwischen verschiedenen Regionen sind in dieser Verteilungskarte (aber nicht in den meisten anderen Verteilungskarten des Listenwerks Backsteinbauwerke der Gotik) durch unterschiedliche Farben der Ortsmarken verdeutlicht. Wo es gotische Backsteinbauten mit unterschiedlicher Materialverteilung an einem Ort gibt, sind diese durch Sektoren der Ortsmarke angedeutet.
| Insgesamt gotisch: im Wesentlichen gotisches Gebäude fast ganz aus Backstein Gebäudeteile aus Stein und Gebäudeteile aus Backstein weniger Gebäudeteile aus Stein und als aus Backstein Stein mit Kanten und Verzierungen aus Backstein gotischer Backsteinbau mit Verzierungen aus Stein | Romanische und gotische Gebäudeteile: romanische und gotische Teile fast ganz aus Backstein ältere Teile aus Stein, gotische aus Backstein ältere Teile aus Stein, gotische aus Stein mit etwas Backstein altere und neuere Teile aus Stein mit etwas Backstein romanisch mit wenig Backstein, gotisch Stein und viel Backstein romanisch aus Backstein, gotisch Stein mit etwas Backstein | Mittelalterliche Bauten mit erheblichen späteren Veränderungen: romanische und gotische Telle fast ganz aus Backstein gotische Teile fast ganz aus Backstein romanische Teile aus Stein, gotische aus Backstein gotische Teile aus Stein und viel Backstein gotische Teile aus Stein mit etwas Backstein |